# لیا دیویدسون
لیا دیویدسون (انگلیسی: Leah Davidson؛ زادهٔ ۲۸ مارس ۲۰۰۱) بازیکن فوتبال اهل استرالیا است.
از باشگاه‌هایی که در آن بازی کرده‌است می‌توان به بریزبن رور اشاره کرد.